# Tribunal administratif d'Amiens
Le tribunal administratif d'Amiens (Somme) est un tribunal administratif créé en 1967 et entré en fonction le 1er janvier 1968.
En 2022, le tribunal administratif d'Amiens a jugé plus de 4 100 affaires et est composé de 17 magistrats et 24 agents de greffe et aides à la décision.

## Compétence et organisation
Le ressort du tribunal administratif d'Amiens couvre l'ancienne région Picardie, à savoir les départements de la Somme, de l'Aisne et de l'Oise.
Il est divisé en quatre chambres dont les matières sont ainsi réparties :
| Première chambre | Deuxième chambre | Troisième chambre | Quatrième chambre |
| --- | --- | --- | --- |
| - Agriculture - Aide sociale - Armées - Éducation-recherche - Environnement - Étrangers - Logement - Fonction publique hospitalière, magistrats, divers agents publics - Juridictions - Pensions - Police - Travail - Divers | - Comptabilité publique - Contentieux fiscal - Étrangers - Postes et télécommunications - Radiodiffusion et télévision - Rapatriés - Santé publique - Sécurité sociale | - Collectivités territoriales - Culture - Décorations - Droit des personnes et libertés publiques - Économie - Élections - Établissements publics - Étrangers - Fonction publique de l'État, fonction publique territoriale - Marchés et contrats - Professions - Sports - Transports | - Domaine et voirie - Étrangers - Expropriation - Fonction publique (enseignants et militaires) - Travaux publics - Urbanisme et aménagement |

Les décisions du tribunal administratif d'Amiens peuvent faire l'objet d'un appel devant la cour administrative d'appel de Douai.

## Présidents
Le tribunal administratif d'Amiens est présidé par Florence Demurger depuis le 1er juillet 2023.
| Identité               | Période            | Période           | Durée                      |
| Identité               | Début              | Fin               | Durée                      |
| ---------------------- | ------------------ | ----------------- | -------------------------- |
| Raymond Pestourie      | 1er janvier 1968   | 30 juin 1974      | 6 ans, 5 mois et 29 jours  |
| Albert Plateau         | 1er juillet 1974   | 15 septembre 1980 | 6 ans, 2 mois et 14 jours  |
| Jean Pouget            | 16 septembre 1980  | 15 septembre 1982 | 1 an, 11 mois et 30 jours  |
| André Guihal           | 16 septembre 1982  | 15 septembre 1987 | 4 ans, 11 mois et 30 jours |
| Marc Roustan           | 16 septembre 1987  | 15 septembre 1989 | 1 an, 11 mois et 30 jours  |
| Bela Farago            | 16 septembre 1989  | 31 juillet 1990   | 10 mois et 15 jours        |
| Bernard Valette        | 1er août 1990      | 31 août 1996      | 6 ans et 30 jours          |
| Patrick Mindu          | 1er septembre 1996 | 31 août 1999      | 2 ans, 11 mois et 30 jours |
| Jacques Rouvière       | 1er septembre 1999 | 2 septembre 2001  | 2 ans et 1 jour            |
| André Schilte          | 3 septembre 2001   | 5 octobre 2005    | 4 ans, 1 mois et 2 jours   |
| Benoît Rivaux          | 6 octobre 2005     | 30 septembre 2009 | 3 ans, 11 mois et 24 jours |
| Philippe Couzinet      | 15 octobre 2009    | 31 août 2012      | 2 ans, 10 mois et 16 jours |
| Élise Corouge          | 1er septembre 2012 | 30 septembre 2016 | 4 ans et 29 jours          |
| Didier Mesognon        | 1er octobre 2016   | 7 janvier 2019    | 2 ans, 3 mois et 6 jours   |
| Catherine Fisher-Hirtz | 1er février 2019   | 31 décembre 2020  | 1 an, 10 mois et 30 jours  |
| Martine Dhiver         | 1er février 2021   | 30 juin 2023      | 2 ans, 4 mois et 29 jours  |
| Florence Demurger      | 1er juillet 2023   |                   | 1 an, 8 mois et 13 jours   |